# Giải vô địch bóng đá trẻ châu Á 1982
Giải vô địch bóng đá trẻ châu Á 1982 diễn ra tại Băng Cốc, Thái Lan.

## Vòng loại
Chưa xác định.

## Các đội vượt qua vòng loại
- Trung Quốc
- Iraq
- Hàn Quốc
- UAE

 Hàn Quốc thay thế cho  CHDCND Triều Tiên, đội bị loại sau khi bị AFC cấm thi đấu hai năm vì tấn công các quan chức trận đấu sau tiếng còi mãn cuộc của Bán kết Đại hội thể thao châu Á.

## Vị trí chung cuộc
| Đội        | ST | T | H | B | BT | BB | HS | Đ |
| ---------- | -- | - | - | - | -- | -- | -- | - |
| Hàn Quốc   | 3  | 2 | 1 | 0 | 7  | 2  | +5 | 5 |
| Trung Quốc | 3  | 1 | 2 | 0 | 4  | 3  | +1 | 4 |
| Iraq       | 3  | 1 | 0 | 2 | 4  | 5  | −1 | 2 |
| UAE        | 3  | 0 | 1 | 2 | 2  | 7  | −5 | 1 |

### Kết quả
| Trung Quốc | 2–1 | Iraq |
| ---------- | --- | ---- |
|            |     | Hadi |

| UAE | 0–4 | Hàn Quốc |
| --- | --- | -------- |
|     |     |          |

| Iraq          | 2–1 | UAE |
| ------------- | --- | --- |
| Radhi · Hamad |     |     |

| Hàn Quốc | 1–1 | Trung Quốc |
| -------- | --- | ---------- |
|          |     |            |

| Hàn Quốc | 2–1 | Iraq  |
| -------- | --- | ----- |
|          |     | Hamid |

| Trung Quốc | 1–1 | UAE |
| ---------- | --- | --- |
|            |     |     |

## Vô địch
| Giải vô địch bóng đá trẻ châu Á 1982 |
| ------------------------------------ |
| · Hàn Quốc · Lần thứ 6               |

## Tham dựGiải vô địch bóng đá trẻ thế giới 1983
- Hàn Quốc
- Trung Quốc